# Codroipo
Codroipo – miejscowość i gmina we Włoszech, w regionie Friuli-Wenecja Julijska, w prowincji Udine.
Według danych na rok 2004 gminę zamieszkiwało 14 408 osób, 197,4 os./km².

## Współpraca
Miejscowość partnerska:
- Braine-le-Comte, Belgia